# Дженнінгс (Мічиган)
Дженнінгс (англ. Jennings) — переписна місцевість (CDP) в США, в окрузі Міссокі штату Мічиган. Населення — 229 осіб (2020).

## Географія
Дженнінгс розташований за координатами 44°19′57″ пн. ш. 85°17′50″ зх. д. / 44.33250° пн. ш. 85.29722° зх. д. (44.332466, -85.297231).  За даними Бюро перепису населення США в 2010 році переписна місцевість мала площу 1,97 км², з яких 1,97 км² — суходіл та 0,00 км² — водойми.

## Демографія
Згідно з переписом 2010 року, у переписній місцевості мешкали 264 особи в 96 домогосподарствах у складі 65 родин. Густота населення становила 134 особи/км².  Було 116 помешкань (59/км²).
Расовий склад населення:
| - 99,6 % — білих - 0,4 % — чорних або афроамериканців |

До двох чи більше рас належало 0,0 %. Частка іспаномовних становила 1,5 % від усіх жителів.
За віковим діапазоном населення розподілялося таким чином: 28,8 % — особи молодші 18 років, 56,8 % — особи у віці 18—64 років, 14,4 % — особи у віці 65 років та старші. Медіана віку мешканця становила 37,0 року. На 100 осіб жіночої статі у переписній місцевості припадало 100,0 чоловіків;  на 100 жінок у віці від 18 років та старших — 93,8 чоловіків також старших 18 років.
За межею бідності перебувало 51,7 % осіб, у тому числі 73,3 % дітей у віці до 18 років та 43,3 % осіб у віці 65 років та старших.
Цивільне працевлаштоване населення становило 55 осіб. Основні галузі зайнятості: оптова торгівля — 23,6 %, роздрібна торгівля — 23,6 %, мистецтво, розваги та відпочинок — 18,2 %.